# Jacobus Frans Eduard Stuart
Jacobus Frans Eduard Stuart (Engels: James Francis Edward Stuart) (Londen, 10 juni 1688 - Rome, 1 januari 1766), beter bekend als The Old Pretender, was een troonpretendent van het Koninkrijk Groot-Brittannië. Hij maakte aanspraak op de tronen van Engeland en Ierland als Jacobus III en van Schotland als Jacobus VIII. Hij had vele bijnamen, waaronder de ridder van St. Joris (le chevalier de St. George).

## Vroege jaren
Zijn vader, Jacobus II van Engeland, was een koning uit het Huis Stuart die in de Glorious Revolution afgezet werd, omdat hij openlijk katholiek was en een mannelijke erfgenaam kreeg. Dit gebeurde ten voordele van zijn dochter Mary en haar echtgenoot Willem III van Oranje van de Nederlanden, die in zijn plaats koningin en koning van Engeland en Schotland werden. Hierna ging de lijn verder in het -protestantse- huis van Hannover.
De katholieke James III, zoals hij genoemd werd door zijn aanhangers, de Jacobieten, grootgebracht in Frankrijk, waar hij door Lodewijk XIV erkend was als rechtmatige koning. Ook werd hij als katholieke koning erkend door de paus.

## Kans op de troon?
Toen de protestantse tak van de Stuarts uitstierf bij de dood van koningin Anne in 1714, kon Jacobus III geen koning worden op grond van de Act of Settlement 1701, die bepaalde dat enkel protestantse heersers in aanmerking kwamen voor de troonopvolging.
De troon ging over op Annes achterneef George I uit het Huis Hannover.

## Eerste Jacobitische opstand
James Eduard Stuart liet het er niet bij, en viel in 1715 Schotland binnen. Alles leek The Old Pretender mee te zitten. Hij kreeg massale steun van de Schotten, al was die niet algemeen. Vooral de Lowlanders hadden veel liever George I.
James maakte echter fouten, en bleek geen goede leider. Ziekte maakte de ramp compleet. De opstand faalde, en James vluchtte terug naar Frankrijk.

## Familie
James trouwde met Maria Clementina Sobieska, een dochter van de Poolse kroonprins Jacob Lodewijk Sobieski. Ze kregen twee kinderen: Karel Eduard Stuart en Hendrik Benedictus Stuart.
Karel Eduard Stuart, beter bekend als Bonnie Prince Charlie zou in de voetsporen van zijn vader treden als troonpretendent en evenmin succes hebben. Zijn bijnaam was The Young Pretender om hem te onderscheiden van zijn vader.
- Bibsys: 11084013
- Biblioteca Nacional de España: XX1798862
- Bibliothèque nationale de France: cb12349335f (data)
- Biografisch Portaal: 00262050
- Gemeinsame Normdatei: 100262554
- International Standard Name Identifier: 0000 0000 8014 7811
- Library of Congress Control Number: n50028952
- Nationale Bibliotheek van Tsjechië: mzk2004244307
- Nationale Bibliotheek van Israël: 987007278892605171
- Nationale Bibliotheek van Polen: a0000001984564
- Nederlandse Thesaurus van Auteursnamen: 151203172
- Istituto Centrale per il Catalogo Unico: LO1V418314
- LIBRIS: 240466
- SNAC: w6kw5f27
- Système universitaire de documentation: 032469012
- Union List of Artist Names: 500354112
- Virtual International Authority File: 2446184
- WorldCat: E39PBJp9ttHTbWyPvbcPpkRdwC